# Саратога (Северна Каролина)
Саратога (енгл. Saratoga) град је у америчкој савезној држави Северна Каролина.

## Демографија
По попису из 2010. године број становника је 408, што је 29 (7,7%) становника више него 2000. године.
| Група             | 2000.       | 2010.       |
| Белци             | 280 (73,9%) | 211 (51,7%) |
| Афроамериканци    | 75 (19,8%)  | 167 (40,9%) |
| Азијати           | 0 (0,0%)    | 0 (0,0%)    |
| Хиспаноамериканци | 22 (5,8%)   | 27 (6,6%)   |
| Укупно            | 379         | 408         |